# Wendy Choo
Karen Yu (Queens, Nueva York; 18 de enero de 1992) es una luchadora profesional estadounidense. Actualmente trabaja para la empresa WWE, donde se presenta en la marca NXT bajo el nombre de Wendy Choo. Antes fue conocida como Mei Ying. También es recordada como Karen Q, nombre que utilizó cuando trabajó para Ring of Honor y en el circuito independiente.

## Infancia y juventud
Yu creció en el vecindario de Bayside, Queens en Nueva York, y asistió a la escuela secundaria Benjamin N. Cardozo. Yu participó en la gimnasia durante más de una docena de años. Recibió una beca de la División II de la NCAA para voleibol, obtuvo una licenciatura en educación física de Queens College y una maestría en enseñanza de Lehman College. Antes de convertirse en luchadora profesional a tiempo completo, enseñó educación física en una escuela primaria.

## Carrera
Karen describe sus inspiraciones al crecer, incluyendo ver combates y eventos con The Rock de WWE y Stone Cold Steve Austin. También citó a Chyna, Trish Stratus y Lita como figuras inspiradoras y líderes influyentes para las futuras luchadoras.
Yu fue entrenado por primera vez para luchar por Johnny Rodz en Gleason's Gym en Brooklyn, luego por Damian Adams en Team Adams Pro Wrestling Academy en Wharton, Nueva Jersey.

### Victory Pro Wrestling (2014-2018)
Debutó el 6 de septiembre de 2014 con su nombre de nacimiento, apareciendo con la promoción Victory Pro Wrestling (VPW) con sede en Centereach, Nueva York. En VPW September Salvation, participó en una Triple Threat Match ganado por Nikki Addams contra Q y Monique. Regresó el 6 de diciembre en VPW December Devastation perdiendo ante Nikki Addams en una revancha.
Regresó el 11 de abril de 2015 en VPW 100 en un Triple Threat match ganado por Brittney Savage contra Q y Nikki Addams. El 6 de junio en VPW Upper Limits 2015, Karen Q se unió a un Four Way Elimination Match por el Campeonato Femenino VPW vacante ganado por Nikki Addams contra Karen, Ashley America y Deonna Purrazzo. La disputa en el ring de Karen con Addams continuó, mejorada con el oro del campeonato en juego en sus siguientes combates, incluido el partido por el campeonato femenino en VPW Carnage In Centereach X el 25 de julio, en el que Addams defendió con éxito el título contra Karen. El 12 de septiembre se llevó a cabo una revancha por el campeonato en VPW Gold Rush Rumble 2015, durante la cual Karen obtuvo una victoria por conteo fuera, pero no ganó el título femenino. El 24 de octubre en VPW Autumn Uproar, Karen se asoció con Xander Page para ganar una lucha contra Nikki Addams & Razzle Dazzle.
La enemistad de Karen con Addams continuó en 2016, comenzando una vez más el 16 de enero en VPW King Of New York 2016, donde ella y Terra Calaway lucharon en una lucha por equipos ganada por Nikki Addams y Deonna Purrazzo. El 5 de marzo en VPW Blood, Sweat & 10 Years, Karen se asoció con Jorge Santi en un partido Mixto Three On Two Handicap ganado por Nikki Addams, Razzle Dazzle & Timbershae. El 30 de abril en VPW Spring Fever 2016, Karen ganó el Campeonato Femenino de VPW a manos de Nikki Addams y la convirtió en la segunda mujer en la historia en ostentar el título. Fue a defender con éxito el título el 4 de junio en VPW Upper Limits 2016 contra Addams y JL Coto.
El 4 de febrero de 2017 en VPW King Of New York 2017, Karen defendió con éxito el Campeonato Femenino de VPW contra Nodi. En VPW Upper Limits 2017 el 29 de abril, estaba programada para defender el título contra White Girl. Se enfrentaron oficialmente en el ring el 10 de junio en VPW Fans Choice en un combate sin descalificación en el que Karen perdió el Campeonato Femenino ante White Girl. En la edición del 28 de octubre de VPW, Karen tuvo una revancha por el título, enfrentándose a Antoinette Marie y defendiendo a la campeona femenina Krissy.
Al año siguiente, Karen luchó en sus últimos tres combates entre enero y febrero en el Torneo VPW King Of New York 2018.

### Game Changer Wrestling (2016)
Karen hizo su debut en GCW el 8 de abril, donde luchó en un Fatal-4 Way Elimination Match para ser la contendiente #1 al Campeonato Femenino de GCW, donde ella y sus retadoras Miranda Vionette y Willow Nightingale fueron eliminadas por Deonna Purrazzo.

### Women's Wrestling Revolution (2016-2018)
El 31 de julio de 2016, Karen hizo su debut en WWR Revolutionary, donde derrotó a Davienne. Seis meses después, el 6 de noviembre, durante la noche de apertura del evento Beyond-WWR Tournament For Today, derrotó a Angie Skye en un dark match.
El 4 de marzo de 2017, Karen regresó a WWR Identity Crisis, donde derrotó a Tasha Steelz. El 20 de agosto en WWR The Show Must Go On, Karen se asoció con Tasha Steelz como Team Adams para ganar un combate de parejas derrotando a Team Sea Stars (Ashley Vox y Delmi Exo). El 8 de octubre, en WWR Adiós Aurora, Karen se asoció con Tasha Steelz para derrotar a Nyla Rose & Renee Michelle. El 26 de noviembre en WWR Tournament For Tomorrow, Karen en la primera ronda del torneo Tournament For Tomorrow eliminando a Willow Nightingale. Durante la semifinal fue eliminada por Davienne.

### Beyond Wrestling (2016-2017)
Karen hizo su debut el 6 de noviembre de 2016 durante la noche de apertura del programa Beyond-WWR Tournament For Today, derrotando a Angie Skye en un dark match. El 29 de diciembre en Beyond Party Animals, Karen se asoció con Jordynne Grace en una lucha por equipos ganada por Sonya Strong y Veda Scott.
Regresó el 29 de enero de 2017 en Beyond Paying Paul en un combate ganado por Veda Scott. El 19 de marzo en Beyond Good Karma, Karen fue derrotada por Mistress Belmont en un combate individual. En Beyond Feeling Minnesota celebrada el 30 de abril, luchó en una Triple Threat Elimination Match ganado por Deonna Purrazzo contra Karen y Tasha Steelz.

### RISE Wrestling (2017-2018)
Debutando el 10 de noviembre del mismo año, Karen luchó en RISE 5: Rising Sun, en un Four-Way Match contra Saraya Knight, Miranda Salinas y Ray Lyn. Al regresar el 13 de abril en RISE 7: Sensation, Karen formó un equipo poco común con Ray Lyn, derrotando a Aerial Monroe y Nicole Savoy en su primer combate juntas. Al regresar el mes siguiente el 12 de mayo en RISE 7.5: Steel, Karen y Lyn se hicieron conocidas como Bones Of Contention, un equipo algo disfuncional. Su segundo combate de parejas lo perdió ante el equipo Paradise Lost (Dust & Raven's Ash). Karen también tuvo un partido individual en el evento, derrotando a Gabby Gilbert. Regresando el mes siguiente en RISE 8: Outback, Bones Of Contention perdió ante Britt Baker en un combate de desventaja dos contra uno. El 7 de julio en RISE 9: RISE Of The Knockouts, Karen hizo su debut en Impact Wrestling cuando el evento contó con Impact's Knockouts. Con Ray Lyn, perdieron contra el equipo de Holiday & Thunder Rosa. La noche siguiente, el 8 de julio en RISE Ascent - Episodio 9, Bones Of Contention derrotó a The Blue Nation (Charli Evans & Jéssica Troy). Más tarde, en esta misma fecha, RISE Ascent - Episodio 12, Bones Of Contention desafió a los campeonas reinantes Paradise Lost por los títulos de Guardians Of RISE Tag Team, pero no lograron ganar.

### Ring Of Honor (2017-2018)
Karen hizo su debut el 8 de abril durante las grabaciones televisivas de ROH Charm City Excellence, derrotando a Kelly Klein en un dark match por conteo. Luego tuvo un combate de triple amenaza contra Deonna Purrazzo y Kelly Klein y salió victoriosa. Luego continuó derrotando a Stella Gray y Sumie Sakai. El 20 de octubre derrotó a Deonna Purrazzo en un Dark Match. Conoció a Purrazzo en una revancha el 18 de noviembre en la noche 2 de Survival Of The Fittest 2017, donde Purrazzo derrotó a Karen en una lucha sin descalificación.
Karen regresó durante la edición del 20 de enero de 2018 de ROH para unirse a la primera ronda del Torneo de Campeonato de Mujeres de Honor de ROH, donde fue eliminada por Brandi Rhodes. Luego, perdió ante Tenille Dashwood en un combate. Entonces Karen se enfrentó en un combate de cuatro esquinas que ganó Madison Rayne. El 20 de julio, en ROH Honor For All, Karen desafió a Sumie Sakai por el  Campeonato Mundial Femenino de Honor, que perdió. La noche siguiente, el 21 de julio, Karen derrotó a Jenny Rose. 
En Final Battle, se enfrentó a Sumie Sakai (c), Kelly Klein y a Madison Rayne en una Four Corner Survival Match por el Campeonato Mundial Femenil del Honor, sin embargo fue la primera eliminada por Klein.

### Impact Wrestling (2018)
Karen hizo su debut el 7 de julio de 2018 durante el evento RISE 9: RISE Of The Knockouts, coproducido por Impact Wrestling y RISE Wrestling, allí, se asoció con Ray Lyn perdiendo ante Team Twisted Sisterz (Holidead & Thunder Rosa).

### WWE (2018-presente)
Karen hizo su debut en WWE cuando ingresó al Mae Young Classic. Durante los combates de la primera ronda, perdió ante Xia Li. Más tarde se enfrentó a Rachael Evers, con quien perdió en un combate durante las grabaciones de Mae Young Classic 2018. Durante febrero de 2019, Karen publicó en su cuenta de Twitter su firma con WWE. Hizo su debut en NXT durante un evento en vivo el 28 de febrero en el show de la casa, se asoció con la hermana recluta de NXT, Lacey Lane, en un combate de parejas que perdió ante Aliyah & Vanessa Borne. Hizo su debut individual durante un evento en vivo el 14 de marzo, en el que perdió ante Lacey Lane. Dos días después, regresó para un evento el 16 de marzo. Allí, se asoció con Rachael Evers en un Tag Match perdido ante Jessie Elaban y Kairi Sane. En un evento en vivo de NXT realizado en Atlanta, Georgia el 27 de julio. participó en un combate por equipos en el que ella y Bianca Belair se unieron para derrotar a Reina González y a Rhea Ripley, pero sufrió una fractura de maléolo.
En diciembre de 2020, Karen cambió su personaje a Mei Ying como la misteriosa líder de Tian Sha, con Xia Li & Boa. El grupo debutó el 6 de enero de 2021.
En New Year's Evil, apareció en backstage durmiendo detrás de Tiffany Stratton presentándose como Wendy Choo después de una discusión entre Indi Hartwell & Persia Pirotta contra Amari Miller, Kayden Carter & Kacy Catanzaro. La siguiente semana en NXT 2.0, junto a Indi Hartwell & Persia Pirotta derrotaron a Amari Miller, Kayden Carter & Kacy Catanzaro siendo su combate debut con su nuevo personaje. En NXT Spring Breakin', disfrazada de tiburón aumentó la intensidad de la cama solar en que Mandy Rose se hacía un bronceado, pasándose de tono de bronceado y luego junto a Roxanne Perez se dedicaron a molestar a Gigi Dolin & Jacy Jayne en su día en la playa. La siguiente semana en NXT 2.0, junto a Roxxane Pérez se enfrentaron a Toxic Attraction (Gigi Dolin & Jacy Jayne) por los Campeonatos Femeninos en Parejas de NXT, sin embargo perdieron, después del combate, fueron atacadas por Toxic Attraction (Mandy Rose, Gigi Dolin & Jacy Jayne). En NXT Un Your House, se enfrentó a Mandy Rose por el Campeonato Femenino de NXT, sin embargo perdió, terminando así su feudo. Tres días después en NXT 2.0, mientras estaba siendo entrevistada en el backstage, fue interrumpida por Tiffany Stratton exigiendo una revancha contra Pérez, pero Choo se cansa y le tira su bebida en el pelo y la cara, empezando nuevamente un feudo contra Stratton, la siguiente semana en el NXT 2.0 emitido el 14 de junio, interfirió en el combate entre Fallon Henley contra Tiffany Stratton, distrayendo a Stratton para que perdiera. En The Great American Bash, fue derrotada por Tiffany Stratton.
En NXT New Year's Evil, participó en la 20-Women's Battle Royal por una oportunidad al Campeonato Femenino de NXT de Roxanne Perez en NXT Vengeance Day, sin embargo fue eliminada por Zoey Stark con interferencia de Elektra Lopez. iniciando un corto feudo contra López, por lo que en el episodio de NXT del 24 de enero, se enfrentaron sin embargo perdió. En el episodio de NXT Level Up emitido el 16 de mayo, junto a Kelani Jordan derrotaron a Elektra Lopez & Lola Vice. terminando así su feudo. Después de esto Choo estaría inactiva por una lesión legítima que en su momento no se reveló. 
Tras un año de recuperación, regreso en el episodio de NXT Level Up emitido el 10 de mayo, derrotando a Wren Sinclair y después del combate se abrazaron en señal de respeto. Al mes siguiente, regresó a la televisión de NXT bajo una nueva personalidad más agresiva. En julio de 2024, Choo formó una alianza de corta duración con Tatum Paxley, que terminó al mes siguiente cuando Choo atacó a Paxley durante NXT: The Great American Bash después de que Paxley no pudiera derrotar a la Campeona Norteamericana Femenina de NXT Kelani Jordan por el título.
En septiembre de 2024, Choo formó una alianza con la luchadora de Total Nonstop Action Wrestling (TNA) Rosemary, atacando a la Campeona Mundial de Knockouts de TNA Jordynne Grace durante su desafío abierto. Esto llevó a Choo a conseguir una lucha por el título en el evento TNA+ Victory Road, pero no pudo ganar. En TNA Bound For Glory XX, junto a Rosemary se enfrentaron a Spitfire (Dani Luna & Jody Threat) por los Campeonatos Mundiales de Knockouts en Parejas de TNA, sin embargo perdieron y después del combate, fue atacada por Rosemary.

## Estilo y personalidad de lucha libre profesional
En 2020 y 2021, Yu interpretó al personaje "enigmático y destructivo" de "Mei Ying", una mujer de 1000 años que actuó como "Yoda" para el stable de Tian Sha. En 2022, adoptó el personaje de Wendy Choo, una luchadora constantemente cansada que lucha vestida en un mameluco.

## Campeonatos y logros
- East Coast Wrestling Association
  - ECWA Women's Championship (1 vez)

- Victory Pro Wrestling
  - VPW Women's Championship (1 vez)[44]